# 哈里森縣 (肯塔基州)
哈里森縣（英語：Harrison County）是位於美國肯塔基州東北部的一個縣。面積803平方公里。根據美國2000年人口普查共有人口17,983人。縣治辛西安納 (Cynthiana)。
成立於1793年12月21日。縣名紀念肯塔基州憲法的籌劃者、本傑明·哈里森 (Benjamin Harrison)。